# Canthon latipes
Canthon latipes là một loài bọ cánh cứng trong họ Bọ hung (Scarabaeidae).